# Muiderpoort
La Muiderpoort était l'une des cinq portes principales d'accès à la ville d'Amsterdam au XVIIe siècle. Elle se trouve au croisement de Plantage Middenlaan et de Sarphatistraat, entre le quartier du Plantage et l'Institut royal des Tropiques qui se trouve à l'entrée du Oosterpark. Elle est aujourd'hui l'une des deux seules portes du système de fortifications d'Amsterdam à être encore debout avec la Haarlemmerpoort. Elle est inscrite au registre des rijksmonumenten au titre de son caractère historique. Elle a en outre donné son nom à la gare d'Amsterdam Muiderpoort.

## Architecture
La porte est construite dans un style classique, et son ouverture fait penser à un arc de triomphe.